# Lympne
Lympne es una parroquia civil y un pueblo del distrito de Folkestone and Hythe, en el condado de Kent (Inglaterra).

## Geografía
Según la Oficina Nacional de Estadística británica, Lympne tiene una superficie de 10,6 km².

## Demografía
Según el censo de 2001, Lympne tenía 1516 habitantes (49,08% varones, 50,92% mujeres) y una densidad de población de 143,02 hab/km². El 21,17% eran menores de 16 años, el 71,5% tenían entre 16 y 74 y el 7,32% eran mayores de 74. La media de edad era de 40,21 años. Del total de habitantes con 16 o más años, el 23,43% estaban solteros, el 65,1% casados y el 11,46% divorciados o viudos.
El 95,18% de los habitantes eran originarios del Reino Unido. El resto de países europeos englobaban al 2,31% de la población, mientras que el 2,51% había nacido en cualquier otro lugar. Según su grupo étnico, el 98,68% eran blancos, el 0,72% mestizos, el 0,2% asiáticos, el 0,2% chinos y el 0,2% de cualquier otro salvo negros. El cristianismo era profesado por el 79,8%, el budismo por el 0,2%, el hinduismo por el 0,2%, el judaísmo por el 0,2% y el islam por el 0,26%. El 12,89% no eran religiosos y el 6,45% no marcaron ninguna opción en el censo.
685 habitantes eran económicamente activos, 168 de ellos (97,52%) empleados y 668 (2,48%) desempleados. Había 580 hogares con residentes, 38 vacíos y 7 eran alojamientos vacacionales o segundas residencias.